# Disney's Blizzard Beach
Disney's Blizzard Beach, kortweg Blizzard Beach, is het grootste Disney-waterpark, gelegen in het Walt Disney World Resort. Het is gebouwd als een wintersportoord met sneeuw en ijs, een stoeltjeslift en een berg met een skischans. Het hoogtepunt van Blizzard Beach is de glijbaan Summit Plummet boven op Mount Gushmore. Tijdens de val van veertig meter bereik je een snelheid van bijna 100 kilometer per uur. Verder vindt men hier nog vele andere waterattracties zoals het wild-water-varen.
De Mount Gushmore is het begin van de vele waterattracties die het park biedt. De berg is het vijfde hoogste punt in Florida, met 27 meter hoogte. De berg verdeelt het park in drie gebieden, een groene, rode en paarse piste, om de gasten het park op een handige manier te laten oriënteren. Ook verbergt de kunstmatige berg vele waterleidingen en warmte-elementen van de zwembaden.
In 2008 werd het park bezocht door 1,89 miljoen gasten. Hierdoor kwam het park tweede te staan op de lijst van meest bezochte waterparken. Op de eerste plaats stond het zusterpark van Blizzard Beach, Disney's Typhoon Lagoon.

## Ontstaan

### Disney's verhaal
Vroeger lag er op de plek waar nu Disney's Blizzard Beach ligt enkel sneeuw en ijs, en Florida's eerste ski-resort werd gebouwd. Maar toen de sneeuw smolt, was Disney's Blizzard Beach geboren: de smeltende sneeuw vormde baden, en hellingen werden omgevormd tot glijbanen. Echter staan er nog wel veel accessoires van de wintersport-tijd, zoals de skipiste bovenop Mount Gushmore, en zelfs een heuse stoeltjeslift. Net zoals vroeger, trekt het inmiddels tot waterpark omgedoopte resort nog steeds veel mensen.

### Geschiedenis
Als gevolg van het succes wat kwam kijken bij het waterpark Disney's Typhoon Lagoon, besloot Disney om een tweede waterpark te bouwen, gebaseerd op de paradox tussen een ijskoude skipiste en een tropisch zwemparadijs. Het idee voor dit thema kwam door een sneeuwbol die op het bureau stond van ontwerper Eric Jacobson. Rondom de mascotte van een krokodil wilde hij een skipiste in Florida creëren. Het idee wat hij toen had, is omgevormd naar het huidige park: een waterpark. Een hotel in dezelfde stijl stond op de planning, maar is echter nooit gerealiseerd.
Het park opende zijn deuren op 1 april 1995. Later is naast de ingang van het park nog een midgetgolfbaan gebouwd met de naam Disney's Winter-Summerland, om mooi op het thema van het waterpark aan te sluiten.

## Themagebieden in Disney's Blizzard Beach

### Groene Piste
De groene piste is het hoogste punt van Blizzard Beach. Hier vind je snelle waterglijbanen. Dit punt is te bereiken te voet, of met de skilift, die echter niet toegestaan is voor mensen met lichamelijke beperkingen.
Dit themadeel van het park bevat de volgende attracties:
- Slush Gusher - een snelle glijbaan met een luchtmoment, je gaat zo hard omhoog dat je even in de lucht vliegt.
- Summit Plummet - de op een na snelste en hoogste (40 meter) glijbaan ter wereld.
- Teamboat Springs - de langste familie-glijbaan ter wereld, waar je met maximaal 6 personen in een bootje kunt zitten.

### Rode Piste
In dit deel van het park vind je maar een attractie, die ontworpen is voor de echte snelheid.
Dit themadeel van het park bevat de volgende attractie:
- Runoff Rapids - drie 180 meter lange glijbanen die je op een bootje moet bevaren om beneden te komen.

### Paarse Piste
Een gedeelte met snelle ritjes, maar toch niet helemaal eng om te bevaren.
Dit themadeel van het park bevat de volgende attracties:
- Downhill Double Dipper - een racebaan op het water, twee glijbanen naast elkaar met een tegelijke start.
- Snow Stormers - ga op je buik liggen op een matje, en spiraliseer Mount Gushmore af, zo het ijskoude water in.
- Toboggan Racers - een lange, open glijbaan met verschillende banen naast elkaar, die je met de hele familie af kunt gaan.

### Begane Grond
Het grondgedeelte van het sneeuw-waterparadijs, met zwembaden, en glijbanen voor de allerkleinsten.
Dit themadeel van het park bevat de volgende attracties:
- Chairlift - de stoeltjeslift, ga vanaf de lage grond, naar de hoge Mount Gushmore.
- Meltaway Bay - een enorm zwembad met smeltende sneeuw en smeltend ijs aan de voet van Mount Gushmore.
- Ski-Patrol - een waterspeelplaats met glijbanen, hindernissen en kinderbaden voor de allerkleinsten.
- Tike's Peak - een waterspeelplaats met glijbanen en kinderbaden voor de allerkleinsten.

### Cross Country Creek
Dit lijkt wel de metrolijn van het park: een 600 meter lange, langzame rivier die om het hele park loopt, met 5 uit- en instaphaltes. Je moet deze rivier bevaren op een door jezelf meegebrachte, of een door Disney aangeleverde rubberen band. De rivier leidt je langs watervallen, ijzige landschappen, mistige scènes en zelfs door Mount Gushmore. Het heeft wat ervaring nodig om te weten waar je precies moet uitstappen voor een bepaalde attractie, maar overal staat aangegeven op grote kaarten waar je je op dat moment bevindt.